# 深江站 (長崎縣)
深江站（日语：／ Fukae eki */?）是位於長崎縣南島原市深江町馬場799番2號，島原鐵道島原鐵道線的已停用車站。

## 歷史
- 1922年（大正11年）4月22日 - 口之津鐵道車站啟用[1]。
- 1943年（昭和18年）7月1日 - 公司合併，成為島原鐵道車站。
- 1964年（昭和39年）9月1日 - 成為業務委託車站。
- 1970年（昭和45年）7月1日 - 結束貨物業務。
- 1987年（昭和62年）6月 - 新車站大樓竣工[2]。
- 2008年（平成20年）4月1日 - 隨著島原外港站至加津佐站之間廢止，此站也永久停用。

## 車站構造
此站是地面車站，設有2面2線的相對式月台。南邊月台是1號月台（加津佐方向），北邊月台是2號月台（諫早方向）。
南邊月台靠近諫早一方鄰接車站大樓。車站大樓内部設有廁所、候車室和車站事務室。在北側月台設有小型候車室。
此站是業務委託車站。沒有設置自動售票機，在車站大樓內設有售票櫃臺。

## 車站周邊
車站靠近港口。車站南邊為市區，該處設有南島原市立深江小學馬場分校、深江郵局、JA島原雲仙深江分店。南島原市深江綜合分所（舊・深江町公所）位於車站東邊的國道251號上。
另外，車站靠近諫早一方設有217號平交道，靠近加津佐一方設有218號平交道。

## 使用狀況
在此站最後的一個營業年度（2007年度），一年總乘車人次為65,689人，下車人次為68,753人。
以下為一年總乘車人次和下車人次變化。
| 年度               | 一年總 乘車人次 | 一年總 下車人次 |
| ------------------ | --------------- | --------------- |
| 1997年（平成09年） | 78,678          | 78,377          |
| 1998年（平成10年） | 67,199          | 66,808          |
| 1999年（平成11年） | 69,625          | 69,146          |
| 2000年（平成12年） | 71,412          | 72,331          |
| 2001年（平成13年） | 74,912          | 76,703          |
| 2002年（平成14年） | 70,238          | 72,039          |
| 2003年（平成15年） | 64,081          | 65,304          |
| 2004年（平成16年） | 58,694          | 58,358          |
| 2005年（平成17年） | 59,042          | 58,995          |
| 2006年（平成18年） | 53,825          | 55,373          |
| 2007年（平成19年） | 65,689          | 68,753          |

## 相鄰車站
島原鐵道
島原鐵道線
瀨野深江－深江－布津新田

## 注腳
1. ↑  「地方鉄道運輸開始」『官報』1922年4月26日（國立國會圖書館數碼化收藏）
2. ↑  《島原鐵道100年史》島原鐵道，2008年，141頁
3. ↑  第56版（平成21年）長崎統計年鑑 （页面存档备份，存于）（日語） - 長崎縣
4. ↑  長崎縣統計年鑑  （页面存档备份，存于）（日語）

## 外部連結
- 國土地理院地圖參閲服務 （页面存档备份，存于） - 深江站周邊的1/25000地形圖[]（日語）